# Le Tilleul-Lambert
Le Tilleul-Lambert ist eine französische Gemeinde mit 265 Einwohnern (Stand: 1. Januar 2022) im Département Eure in der Region Normandie (vor 2016 Haute-Normandie); sie gehört zum Arrondissement Bernay (bis 2017 Évreux) und zum Kanton Le Neubourg. 

## Geografie
Le Tilleul-Lambert liegt etwa 23 Kilometer nordwestlich von Évreux. Umgeben wird Le Tilleul-Lambert von den Nachbargemeinden Sainte-Colombe-la-Commanderie im Norden, Graveron-Sémerville im Osten, Ormes im Süden und Südosten, Émanville im Westen und Südwesten sowie Combon im Nordwesten.
| Jahr      | 1793 | 1846 | 1881 | 1936 | 1962 | 1968 | 1975 | 1982 | 1990 | 1999 | 2006 | 2013 |
| --------- | ---- | ---- | ---- | ---- | ---- | ---- | ---- | ---- | ---- | ---- | ---- | ---- |
| Einwohner | 316  | 272  | 217  | 128  | 145  | 119  | 118  | 152  | 149  | 148  | 177  | 241  |

## Sehenswürdigkeiten

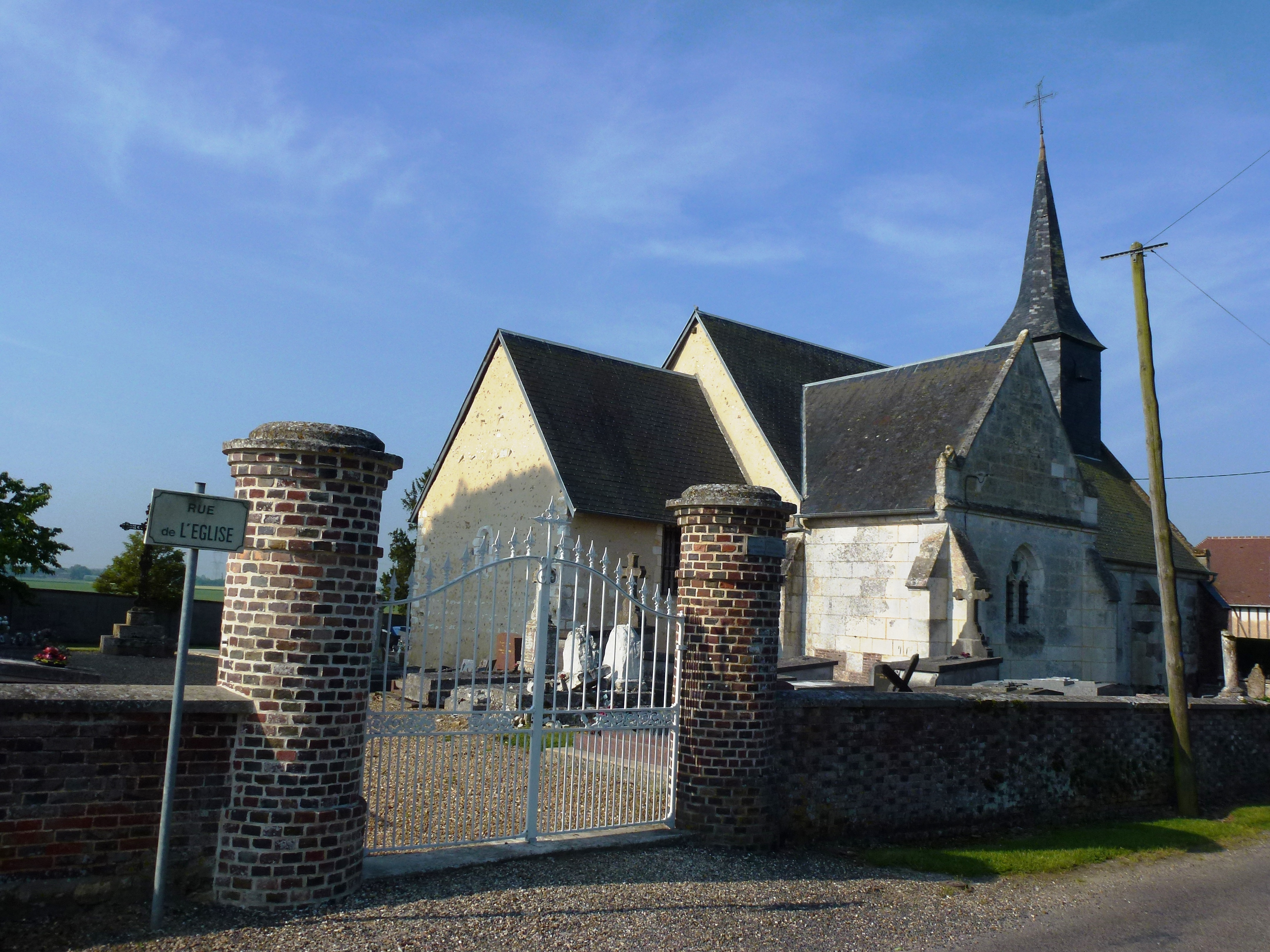
Kirche Saint-Martin
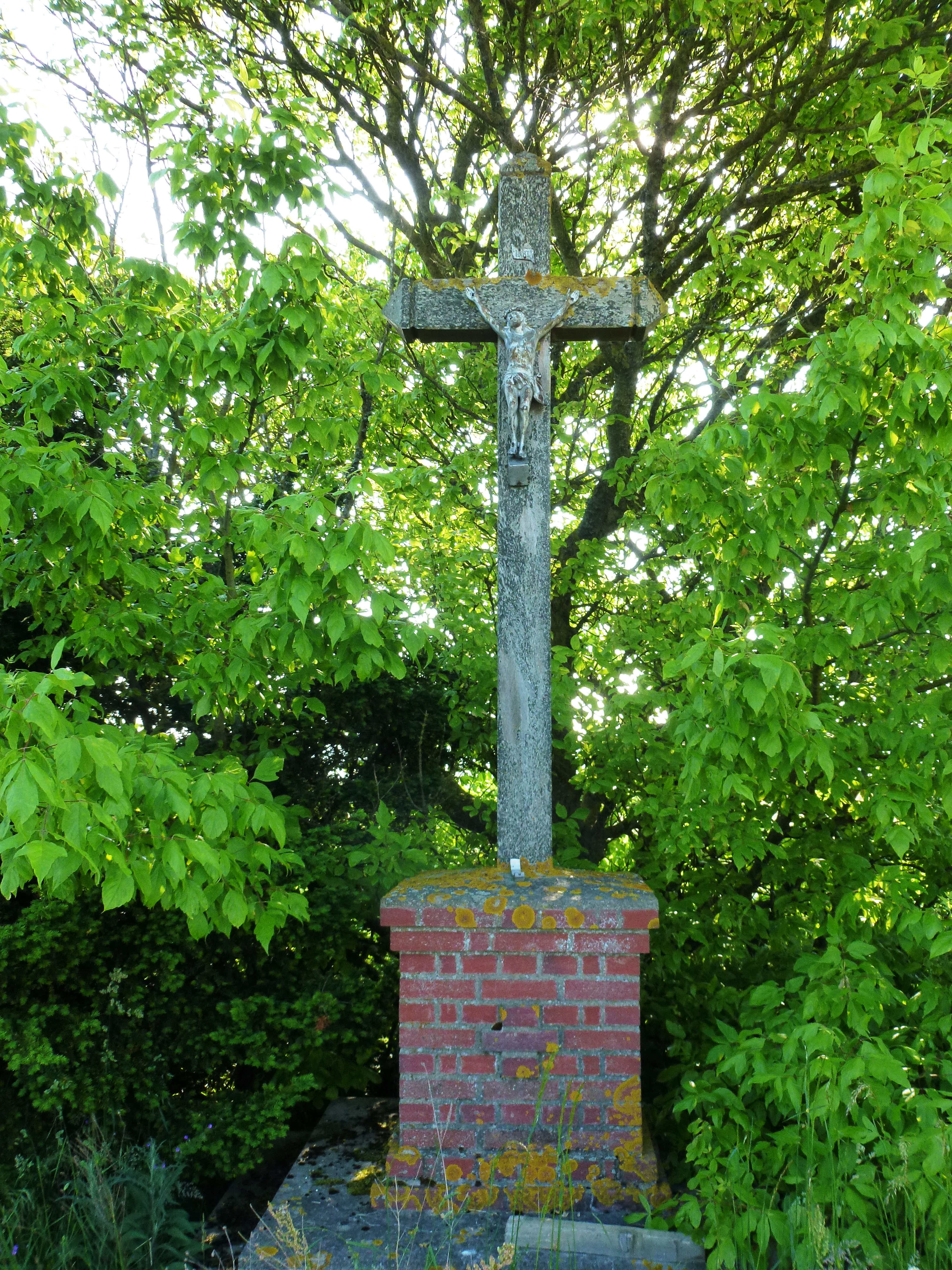
Kreuz von Dieulacroisse

- Kirche Saint-Martin
- Wegekreuz von Dieulacroisse